# ألمانيون أفارقة
أفرو ألمان (بالإنجليزية: Afro-Germans)‏ وهم مجموعة إثنية من ذوي البشرة السوداء الذين يعيشون في جمهورية ألمانيا الاتحادية ويبلغ عددهم في ألمانيا من المجنسين أكثر من 817,150 نسمة وينتشرون في المُدُن الكبيرة مثل هامبورغ وبرلين وفرانكفورت وميونخ وكولن وتعود أصولهم إلى أفريقيا.